# Bengt von Andreae
Bengt von Andreae, född 2 juni 1951 i Hägersten, är en svensk arrangör, basist, gitarrist och studiomusiker.

## Historia
Skivdebuten skedde 1971 på skivbolaget GM-Produktion med albumet Hej Hörrudu och Jan Erik Svensson. von Andreae ansvarade för arrangemang, diverse instrument och körstämmor. Under två år i början på 1970-talet var han en i trion Maximum med Jan Erik Svensson och Liliane Håkansson. Samma år medverkade von Andreae på albumet ”Illusioner” med Liliane Håkansson. Övriga musiker var bland andra Hasse Rosén, Janne Schaffer och Ola Brunkert. Anders Henriksson producerade. Albumet spelades in i Europafilm Studios. Fler skivinspelningar följde med artister som Gin & Grappo, Håkan Steijen, Malou Lindblad, Countrymasarna, Rockslaget och Country Family. Senare ingick von Andreae med basbalalajka, kontrabas och elbas i gruppen Hans Caldaras och Ziggidim som spelade romsk folkmusik. Gruppen medverkade i Rikskonserters turné i Sverige, i dansk tv samt i Sveriges Televisions program Sveriges Magasin och Frukostklubben.
von Andreae var gitarrist i bluegrassbandet Country Comfort, i dansbandet Sanny’s och spelade 
kontrabas med Chico's Rytmrebeller. Han medverkade även i grupperna Blågräsklipparna och Sibyllegatans Disharmoniska Spelmanslag och som gitarrist i ”strictly country”-gruppen Ramblin’ Band.
von Andreae har 28 titlar registrerade hos Svenska artisters och musikers intresseorganisation (SAMI) som medverkande musiker med akustiska gitarrer, slide-gitarr, electric sitar (sitargitarr) dobro, elbas, kontrabas, klaviatur, trummor, rytminstrument, dragspel samt kör. 2012 mottog von Andreae ett kulturstipendium för inköp av en resonatorgitarr.

## Diskografi

### Album
- Hej Hörrudu, LP - Musikåret 1971, GLP 726
- Gin & Grappo, LP - Musikåret 1973, GPLP 7303
- Figurer, LP - Musikåret 1981, YTF 50432
- Hem Till Söder, CD - Musikåret 2009, LOL 001
- Hej Hörrudu, CD - Musikåret 2012, LOL 002
- När Blir Det Min Tur, CD - Musikåret 2012, LOL 003

### Singlar
- Hem Till Söder - Musikåret 1973, IMAS 1049
- Mitt Livs Tragedi - Musikåret 1975, IMAS 1055